# François Christophe Edmond de Kellermann
François Christophe Edmond de Kellermann, 3.er duque de Valmy (París, 4 de marzo de 1802-París, 2 de octubre de 1868), fue un distinguido estadista, historiador político y diplomático francés de la época de la Monarquía de Julio.
Era hijo de François Étienne de Kellermann y nieto del mariscal François Christophe de Kellermann. Elegido para ocupar un asiento en la cámara de diputados en 1842, se retiró de la política seis años después. Estuvo casado con Marie-Anne Barbé.

## Obras
- De la force du droit et du droit de la force (1850)
- Histoire de la campagne de 1800 (1854, escrito a partir de los apuntes de su padre)
- Le génie des peuples dans les arts (1867)